# Tranemo kommun
Tranemo kommun er en svensk kommune. Hovedbyen er Tranemo.

## Større byer
- Tranemo
- Limmared
- Länghem
- Dalstorp
- Grimsås
- Ambjörnarp
- Ljungsarp
- Uddebo
- Sjötofta
- Nittorp

## Församlingar
- Tranemo församling
- Länghems församling
- Södra Åsarps församling
- Nittorps församling
- Dalstorps församling
- Ambjörnarps församling
- Ljungsarps församling
- Sjötofta församling
- Mossebo församling
- Månstads församling
- Ölsremma församling
- Hulareds församling

57°29′00″N 13°21′00″Ø / 57.483333333333°N 13.35°Ø